# Термоелектрохімія
Термоелектрохімія (рос. термоэлектрохимия, англ. thermoelectrochemistry) — метод, в якому електричні характеристики речовини (та/або її продуктів реакції) вимірюються як функції температури, що змінюється за певною програмою. Найчастіше вимірюваними величинами є резистанс, кондуктанс чи капаситанс.